# K-Commerce
Nell'economia della conoscenza, il termine di K-Commerce (Knowledge-Commerce) si riferisce alla possibilità di commercializzare (misurare, valorizzare, proteggere) la conoscenza (capitale intellettuale) per contenuti funzionali o a "pacchetti", con metodologie e strumenti tali da rendere la transazione di acquisto, del tutto simile a quella corrispondente ad un prodotto tangibile, anche (ma non solo) utilizzando piattaforme elettroniche di e-commerce.

## Descrizione
Il termine K-Commerce è stato coniato nell'era della economia della conoscenza motivato dal fatto che in una economia basata soprattutto sul "sapere" e sul "saper fare", risulta di fondamentale importanza lo sviluppare strumenti appropriati innovativi per gestire la conoscenza, non solo come "middleware" per generare valore nel modo che già conosciamo (consulenza, e-learning, e-book ecc.), ma direttamente come valore tangibile in sé, protetto da un concetto di copyright innovativo, del quale si parlerà più avanti.
Pertanto, il K-Commerce esprime non solo un nuovo modo di commercializzare il sapere, ma rappresenta l'insieme delle metodologie e degli strumenti per:
- gestire la conoscenza in termini "quantitativi" (e non solo qualitativi) e quindi, misurabili;
- organizzare package funzionali di conoscenza finalizzati ad ottenere risultati (vantaggi) economici determinabili e quindi, misurabili;
- trasferire agli utilizzatori finali detti package funzionali di conoscenza, in modo che prevalga l'interesse per il valore ottenibile dal suo utilizzo, piuttosto che dalle modalità in cui la conoscenza risulti rappresentata e configurata.

Proprio su quest'ultimo concetto, si basa la possibilità di realizzare "barriere" per la protezione (copyright) della conoscenza, spostando il polo di attrazione e interesse verso il risultato che la stessa riesce a procurare, piuttosto che sulla propria forma.

## La matematica frattale della conoscenza e i suoi pattern

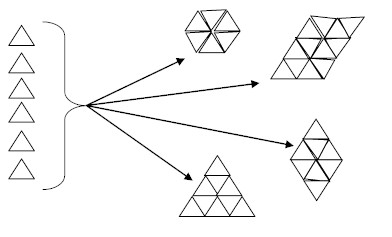
Esempio di matematica frattale

La possibilità di sviluppare sintesi di conoscenza attraverso l'utilizzo della matematica della conoscenza - in antitesi all'approccio di anamnesi cognitivistico (mappa mentale) - si fonda sulla possibilità di considerare la conoscenza come costituita da una struttura complessa (framework) sviluppatasi a partire da informazioni elementari correlate  tra di loro secondo logiche naturali di sintesi.
Queste strutture frattali evolvono seguendo dinamiche (reasoning) correlate ad azioni finali (target), le quali trovano quasi sempre una ragione nel soddisfacimento dei bisogni primari (vedi piramide dei bisogni di Maslow). 

In altri termini, esistono un numero finito di pattern di conoscenza che posseggono lo stesso framework e lo stesso target e che quindi, possono essere utilizzati in contesti similari (stessa classe), ad esempio per risolvere dei problemi, per capire le azioni correttive da attuare, per comunicare, ecc.